# Seul le vent...
Pour plus de détails, voir Fiche technique et Distribution.
Seul le vent... (Nur der Wind) est un film allemand réalisé par Fritz Umgelter, sorti en 1961.

## Synopsis
Sur une île au large des côtes irlandaises, les pêcheurs attendent le retour de Tim O'Connor, le fils du pêcheur Sean. Il est allé à Dublin il y a quelque temps pour acheter un bateau de pêche. Les habitants de l'île lui avaient donné de l'argent pour un acompte. Quand Tim écrit de Dublin qu’il a trouvé un homme qui l’aidera à acheter le bateau, Sean soupçonne qu’il s’appelle Mike O'Brien. Ce dernier a quitté l'île il y a plusieurs années et vit à Dublin. Il est considéré comme irresponsable et Sean craint qu'il arnaque Tim.
À Dublin, Tim a dépensé l'argent pour une moto, un costume et des soirées dans un Yacht Club. En outre, il a contracté des dettes chez Jack Johnston et a emprunté de l'argent à Mike, qui travaille au chantier naval et est devenu un homme réaliste. Il ne peut plus acheter de bateau. Jack profite de la situation difficile de Tim pour le convaincre de cambrioler la riche Mme Collins, qui possède un coffre-fort rempli de bijoux. Tim doit voler les bijoux, les placer dans un casier à la gare et remettre la clé à la confidente de Jack, Dinah, dont Tim est amoureux. Au moment où Tim peut prendre les bijoux, il est surpris par le veilleur de nuit. Tim le frappe et le pousse dans l'eau. Il s'enfuit à la gare et enferme les bijoux. Quand il voit deux policiers, il panique et met la clé dans une lettre qu'il adresse à son père.
Tim se rend chez Mike et lui parle du cambriolage et de la clé envoyée. Comme il n'ose pas aller chez son père sans bateau, Mike propose de se rendre lui-même sur l'île, de prendre la clé, puis de rapporter les bijoux à Mme Collins. Il veut être de retour à Dublin le lendemain avec la clé. Quand Mike part, Jack se présente à Tim et veut la clé. Il affirme que Tim a tué le gardien de nuit, alors qu'il n'a été que légèrement blessé. Jack menace de dénoncer Tim à la police s'il ne récupère pas la clé le lendemain. Il appelle ensuite la police anonymement et révèle où se trouve Tim. Pendant ce temps, Sean est venu à Dublin pour parler à Tim. Il arrive à son hôtel quand il est pris d'assaut par la police. Tim a lancé une lettre à Mike (« Mike, tout s'est mal passé ») lorsqu'il remarque la police. Il tire, la police réplique et tue Tim. Sean assure que son fils n'a rien volé, la police conclut en lisant la lettre que Mike a incité Tim à l'acte. Sean jure de trouver Mike. Il arrive sur l'île et est accueilli par les habitants. Il veut prendre la lettre envoyée par Tim à Sean, mais la fille de Sean, Eileen, ne la donne pas, même s'il est destiné au père qui est à Dublin. Mike décide d'attendre Sean. Il danse avec Eileen et rend Roger jaloux. Un peu plus tard, Sean retourne sur l'île. Mike lui demande la clé, mais Sean dit simplement qu'il ira à Dublin avec lui le lendemain.
Le lendemain, Sean part avec Roger et Mike en bateau. En haute mer, il reproche à Mike la mort de Tim et lui fait savoir qu'il va le tuer, après tout, le bateau ne va pas vers Dublin. Roger pousse Mike à la rambarde et Mike tombe finalement à la mer. Peu de temps après, le navire retourne sur l'île sans Mike. Sean dit à Eileen que Mike était responsable de la mort de son frère, mais Eileen croit en l'innocence de Mike et ne veut rien avoir à faire avec son frère et Roger. Mike réussit à revenir à l'île. Il rencontre Eileen, qui le cherchait. Ensemble, ils veulent aller à Dublin pour faire face à l'homme responsable de la situation de Tim. Jack, cependant, est allé sur l'île avec ses hommes pour obtenir la clé lui-même. Mike veut prouver à Eileen qu'il est innocent et lui demande de dire à Jack qu'il a la clé. Jack fait semblant d'être un policier sur l'île, de sorte que Sean et Roger le fuient. Ils voient Jack partir avec Eileen et les prennent en otage. Mike tente en vain de persuader les villageois de les aider à combattre Jack et ses hommes. Ils sont convaincus quand ils apprennent la prise d'otage d'Eileen. Jack se bat avec Mike. Jack admet être responsable de la mort de Tim. Les hommes de l'île maîtrisent Jack et ses hommes. Mike et Eileen se retrouvent, même si Mike rentre à Dublin peu après : il veut enfin acheter un bateau à moteur pour les pêcheurs de l'île.

## Fiche technique
- Titre français : Seul le vent...[1]
- Titre original : Nur der Wind
- Réalisation : Fritz Umgelter assisté d'Ingrid Lipowsky
- Scénario : Kurt Nachmann
- Musique : Lotar Olias (de)
- Photographie : Kurt Grigoleit (de)
- Montage : Heinz Haber
- Production : Aldo von Pinelli (de)
- Sociétés de production : Melodie-Film
- Société de distribution : UFA Film Hansa
- Pays d'origine :  Allemagne de l'Ouest
- Langue : allemand
- Format : Couleur - 1,33:1 - Mono - 35 mm
- Genre : Drame
- Durée : 87 minutes
- Dates de sortie :
  - Allemagne de l'Ouest : 29 septembre 1961.
  - France : 26 avril 1963[1].

## Distribution
- Freddy Quinn : Mike O’Brien
- Gustav Knuth : Sean O’Connor
- Cordula Trantow : Eileen O’Connor
- Heinz Weiss : Jack Johnston
- Gottfried Herbe : Tim O’Connor
- Maureen Toal (en) : Mme Collins
- Georg Lehn : Nicholas
- Gudrun Schmidt : Dinah
- Helmut Oeser (de) : Roger
- Dorit Amann (de) : Celia
- Georg Hartmann : Finn
- Hans E. Schons (de) : Paddy MacPhail
- Walter Wilz : Angus